# Tóth István György (történész)
Tóth István György (Budapest, 1956. augusztus 23. – Budapest, 2005. július 14.) nemzetközileg ismert magyar történész, egyetemi tanár, az MTA doktora.

## Életpályája
Középiskolai tanulmányait a budapesti Fazekas Mihály Gimnáziumban végezte. Egyetemi tanulmányait az ELTE bölcsészkarán, és 1981-ben Franciaországban (Nancy) végezte. 1991-ben védte meg kandidátusi értekezését, 2004-ben habilitált és az MTA doktora címet is megszerezte. 
1981-től dolgozott az MTA Történettudományi Intézetében, ahol a kora újkori osztály vezetője lett. A magyar és a nemzetközi egyetemi oktatásban is tevékenyen részt vett. Több külföldi egyetemen (Freiburg, Párizs, New York) volt vendégtanár. 1992-től a CEU tanáraként 1993-tól docens, 2001-től professzor, 1992-1997 között a Miskolci Egyetem docenseként tanított. A szakmai közélet szervezeteiben is szerepet vállalt. Vezetőségi tagja volt a Nemzetközi, illetve Magyar XVIII. Századi Társaságnak, a magyar-olasz történész-vegyesbizottságnak. Betöltötte az OTKA történelem zsűrijének elnöki pozícióját is. Részt vett a História és a Történelmi Szemle szerkesztésében.

## Munkássága
A történelem nagy korszakai közül érdeklődése a kora-újkor évszázadai felé fordult, melyben széleskörű ismereteit nyelvismerete is elősegítette. Egy-egy történelmi probléma feldolgozását a források felkutatásával és elemzésével kezdte. Több ország levéltárában végzett folyamatos kutatásokat. A római, vatikáni levéltárakban végzett feltáró munka eredménye az a forráskiadvány, amelyben a magyarországi és erdélyi missziók 1627-1707 közötti levelezését adta ki. A Szentszék magyarországi missziós tevékenységén túl a társadalomtörténet főbb kérdéseivel, birtok- és várostörténettel is foglalkozott. Több munkájában kitért a kora-újkori művelődéstörténet érdekes problémáira. Többek között a paraszti és nemesi írástudást, a 17-18. századi magyar iskolákat, a misszionáriusok nyelvhasználatát, Bethlen Gábor temetési menetét, a nemesi könyvtárakat, az egészségügy helyzetét, a 18. századi falusi szerelmi konfliktusokat mutatta be műveiben. Kilenc könyv, számos könyvfejezet és több mint százötven tanulmány fűződik a nevéhez. Ez utóbbiak között találunk angol, német, francia, olasz, szlovák, szlovén, cseh, orosz, román nyelven megjelenteket is. Sokat tett a történettudomány nemes értelemben vett népszerűsítéséért.

## Fontosabb ösztöndíjai
- Alexander von Humboldt-Stiftung, 1993
- Fraknói Vilmos-ösztöndíj 1995
- Mellon Fellow, American Academy of Rome, 1996
- Maison des Sciences de l’Homme, Paris 2000, 2001
- Centro Nazionale delle Ricerche ösztöndíj 1995
- olasz állami ösztöndíj 1985, 1992
- Deutsche Forschungsgemeinschaft ösztöndíj 1988, 1994

## Egyetemi és tudományos bizottságokban betöltött tisztségek
- OTKA Történelem Zsűri tagja: 1993-1996, elnöke: 1998-2001
- Cultural Transfer Program of the European Science Foundation, programigazgató (Religion and Culture, 1400-1750)
- International Society of Eighteenth Century Studies, elnökségi tag: 1991-1999, főtitkárhelyettes: 1995-1999
- Magyar Nemzeti Történész Bizottság tagja: 1993-1996
- Geisteswissenschaftliches Zentrum Ostmitteleuropa, Leipzig, tudományos tanács tagja
- Közép-Európai Történeti Központ, Université Paris IV, Sorbonne, tudományos tanács tagja
- Research Archives, Umea University, tudományos tanács tagja
- Hrvatski Institut za povijest, Slavonski Brod, tudományos tanács és szerkesztőbizottság tagja
- Central European University, Research and Conference Grant zsűri tagja: 1996-
- Open Society Research Support Scheme nemzetközi zsűri tagja: 1994-2001

## Szerkesztés
- Rubicon Történelmi Magazin szerkesztőség tagja: 1991-1999
- História Archiválva 2020. augusztus 14-i dátummal a Wayback Machine-ben rovatvezető: 1999-2005
- Történelmi Szemle, főszerkesztő-helyettes 1991-től, felelős szerkesztő 2000-től
- Scrinia Slavonica (Slavonski Brod) szerkesztőbizottsági tagja
- Cesky Casopis Historicky szerkesztőbizottsági tagja

## Publikációk

#### Könyvek
- Jobbágyok hajduk deákok. A körmendi uradalom társadalma a XVII. században. Akadémiai, Budapest, 1991
- Relationes missionariorum de Hungaria et Transilvania (1627-1707). Roma-Budapest, 1994
- Mivelhogy magad írást nem tudsz. Az írás térhódítása a művelődésben a koraújkori Magyarországon. Budapest, 1996
- Literacy and Written Culture in Early Modern Central Europe, CEU Press, Budapest, 2000., (keménykötés), 2001. (második, puhafedelű kiadás)
- Litterae missionariorum de Hungaria et Transilvania. 1572-1717. Budapest, 2002. I-II.
- Litterae missionariorum de Hungaria et Transilvania. 1572-1717. Budapest, 2005. III-IV.
- Politique et religion en Hongrie au XVIIe siècle, Champion-Slatkine, Paris, 2004

#### Szerkesztette és fejezeteit írta
- Milleniumi Magyar Történet. Osiris, Budapest, 2001. (főszerkesztő, koraújkori részek: 183-248., 255-264., 271-275., 288-298., 301-321. szerzője)
- Frontiers of Faith. Religious Exchange and the Constitution of Religious Identities 1400-1750. ESF-CEU, Budapest, 2001. társszerkesztő Andor Eszterrel 298 pp.
- Mil ans de l’histoire hongroise. Osiris-Corvina, Budapest, 2003. 722 pp.
- A Concise History of Hungary. Osiris-Corvina, Budapest, 2005. 742 pp.
- Misszionáriusok levelei Magyarországról és Erdélyről. Osiris, Budapest, 2004. 448 pp.

#### Szerkesztett kötetek
- CEU History Department, Yearbook (Andor Eszterrel és Petõ Andreával) Budapest, 1999. 252 pp.
- CEU History Department, Yearbook (Jaroslav Millerrel) Budapest 2002. 272 pp.
- Tanulmányok Szakály Ferenc emlékére. (Fodor Pállal, Pálffy Gézával) Budapest, 2002. 571 pp.

#### Okmánytárban munkatárs
- Moldvai csángó-magyar okmánytár. Szerk. Benda Kálmán. Összeállították Benda Kálmán, Kenéz Győző, Jászay Magda, Tóth István György. I-II. Budapest, 1989 (második kiadás, 2003)

#### Tudományos könyvfejezetek (válogatott)
- Magyar művelődéstörténet a kora újkorban. In: Magyar Művelődéstörténet. Főszerk. Kósa László. Budapest, 1998. Ed. Kósa László. Budapest 2003. 2. kiadás 136-203.
- Hungarian Culture in the early modern age. In: A Cultural History of Hungary. From the Beginnings to the Eighteenth Century. Ed. László Kósa. Budapest, 1999. I. 154-228.
- Körmend története 1526-1809. In: Körmend monográfiája. Szerk. Szabó László. Körmend, 1994. 98-179.
- Reformation, Counterreformation, Catholic Reform in Hungary. In: Blackwell Companion of Reformation, Blackwell, Oxford, 2003. Ed. Ronnie Po Chia Hsia.

#### Tudományos közlemények
- Körmend alapítása. A város alaprajza a 17. században. Századok, 1979. 4. 643-658.
- A körmendi uradalom társadalma a 17. században. Agrártörténeti Szemle XXV. 1983. 3-4. 327-391.
- Írásbeliség a körmendi uradalom falvainak paraszti jogügyleteiben a XVII-XVIII. században. Levéltári Közlemények 1984. 31-50.
- Benlich Máté belgrádi püspök jelentése a török hódoltság katolikusairól. 1651-1658. (Borsa Ivánnal) Levéltári Közlemények 60. 1989. 1. 83-142.
- Comportements sexuels et contrôle de naissances dans la Transdanubie occidentale au XVIIIe siècle. Acta Historica Academiae Scientiarum Hungaricae 35. 1989. 1-2. 38-58.
- Szűzek és paráznák: törvénytelen szerelem és házasélet a 18. századi magyar parasztságban. Palócföld 1990. 2. 31-38.
- Nemesi könyvtárak Vas megyében a 18. század második felében. Történelmi Szemle 1990. 3-4. 222-258.
- Raszprosztranyenyije gramotnosztyi v Vengrii v XVIII. v. In: Cselovek v kulture narodov centralnoj Jevropi. Moskva. 1990. 49-50.
- Veuves et orphelins dans les guerres turco-hongroises au XVIIe siècle. In: Le soldat, la stratégie, la mort. Mélanges André Corvisier. Préface Pierre Chaunu. Paris, 1989. 389-396.
- A nemeslevelek feketepiaca a 18. században. In: Óra szablya, nyoszolya. Életmód és anyagi kultúra Magyarországon a 17-18. században. Szerk. Zimányi Vera, Budapest, 1994.19-32.
- Komám nincs és feleségem vagyon. Meddőség és fogamzásgátlás a 18. századi magyar parasztságnál. In: Óra szablya, nyoszolya. Életmód és anyagi kultúra Magyarországon a 17-18. században. Szerk. Zimányi Vera, Budapest, 1994.133-144.
- Harangkongás és óraketyegés. A parasztok és kisnemesek időfogalma a 17-18. században. In: Óra, szablya, nyoszolya. Életmód és anyagi kultúra Magyarországon a 17-18. században. Szerk. Zimányi Vera, Budapest, 1994. 115-132
- Legale und illegale Sexualitaet der ungarischen Bauern im 18.Jh. In: Privatisierung der Triebe? Sexualitaet in der frühen Neuzeit. Hrsg. Daniela Erlach-Markus Reisenleiter-Karl Vocelka. Frankfurt am Main, 1994. 321-332.
- Peasant sexuality in eighteenth century Hungary. In: Continuity and change, Cambridge, 6, 1991. 1. 43-58.
- La diffusione dell'alfabetizzazione nel comitato di Vas nei secoli XVII-XIX. In: Dalla liberazione di Buda all'Ungheria del Trianon. Ungheria e Italia tra etá moderna e contemporanea. Ed. Francesco Guida. Roma, 1996. 64-71.
- La paura di un ingravidamento tra le contadine ungheresi nel Settecento, In: Storia e paure. Immaginario collettivo, riti e rappresentazioni della paura in etá moderna. Milano, 1992. 332-339.
- L'imagine d'Italia nella storiografia ungherese. In: L'Italia contemporanea e la storiografia internazionale Ed. Filippo Mazzonis. Venezia, 1995. 219-220.
- A vasi nemesség írástudása a 17-18. században. Történelmi Szemle, 1993. 1-2. 167-180.
- La tolérance religieuse, la réforme catholique et l'islam en Hongrie aux temps modernes. In: L'Europe à un an de l'an 2000. Louvaine-la-Neuve, 1999. 47-57.
- A vasi kisiskolák társadalomtörténete a 17-18. században. Századok, 1994. 3-4. 579-633.
- Le monde de la petite noblesse hongroise au XVIIIe siècle. In: Revue d'histoire moderne et contemporaine. 46. 1999. 1. 171-184.
- Raguzai Bonifác, a hódoltság első pápai vizitátora (1581-1582). Történelmi Szemle 39, 1997. 3-4. 447-472.
- Athanasio Georgiceo álruhás császári ügynök útleírása a magyarországi török hódoltságról 1626-ból. Századok 132, 1998. 4. 837-858.
- Bethlen Gábor mókás temetési menete. Történelmi Szemle 39, 1997, 1. 119-131.
- Les missionaires Franciscains venus de l'étranger en Hongrie au XVIIe siècle. XVIIe siècle 50, 1998. 219-231.
- Ez a faragatlan nép annak hisz amit lát … Katolikus misszionáriusok a török Temesváron. In: Tanulmányok Szakály Ferenc emlékére. Ed. Fodor Pál-Pálffy Géza-Tóth István György Budapest, 2002. 373-414.
- Alfabetizáció a XVII-XVIII. századi Magyarországon. Acta Papensia 2, 2002. 1-2. 31-37.
- Az első székelyföldi katolikus népszámlálás. Szalinai István bosnyák ferences jelentése 1638-ból. Történelmi Szemle 40, 1998. 1-2. 61-86.
- http://archivum.ferencesek.hu/letoltes/irodalom/Toth.Istvan.Gyorgy_Szekelyfoldi.nepszamlalas.pdf
- A Propaganda megalapítása és Magyarország (1622) Történelmi Szemle, 2000. 1-2. 19-68.
- Hittérítés vallásszabadság nélkül. Olasz misszionáriusok és magyar nemesurak a 17. századi Magyarországon. Századok 135, 2001. 6. 1313-1347.
- Galántáról Japánba. Olasz misszionáriusok a 17. századi Magyarországon és Erdélyben. Századok 135, 2001. 4. 819-870.
- A remeterend vándormisszionáriusa. Vanoviczi János, az első pálos misszionárius levelei (1642-1677). Levéltári Közlemények 72, 2001. 1-2. 187-245.
- Current tendencies in historical research on the eighteenth century in the Danubian region. In: La recherche dix-huitiémiste. Objets, méthodes et institutions. (1945-1995). Ed. Michel Delon-Jochen Schlobach. Champion, Paris, 1998. 73-81.
- Koszovóból vagy Mezopotámiából. Missziópüspökök a magyarországi török hódoltságban. Történelmi Szemle 41, 1999. 3-4. 279-329.
- Szent Ferenc követői vagy a szultán katonái? Bosnyák ferencesek a hódoltsági misszióban. Századok 134, 2000. 4. 747-799.
- Könyv és misszionárius a 17. századi Magyarországon. In: Berlász Jenő Emlékkönyv Szerk. Buza János. Budapest, 2001. 419-456.
- Un dalmata mercante e spia nell’Ungheria turca e in Bosnia. (1626). In: Mercanti e viaggiatori per le vie del mondo. Ed. Giovanna Motta. Roma, 2001. 175-185.
- Identitá collettive: religione e nazionalitá in Ungheria del XVII secolo. In Identitá collettive tra Medioevo e Etá moderna. A cura di Paolo Prodi-Wolfgang Reinhard. Bologna, 2002. 187-194.
- Egy bosnyák misszióspüspök térítõútjai a hódoltságban. (Matteo Benlich belgrádi püspök levelei Rómába, 1653-1673). Levéltári Közlermények 70, 1999. 107-142.
- Missionari di Ragusa e l’inizio delle missioni cattoliche nell’Ungheria turca. Atti e Memorie della Societa Dalmata della Storia Patria. XXII (N.S. XI), 2000. 2. 73-130.
- Raguzai Lajos, a hódoltság utolsó misszionáriusa. Egyháztörténeti Szemle 1, 2000. 10-48.
- A trentoi zsinat és Magyarország. Vigilia 64, 1999. 5. 339-347. http://vigilia.hu/regihonlap/1999/5/9905tot.html
- A spy's report about Turkish-occupied Hungary and Bosnia in 1626. Acta Orientalia Academiae Scientiarum Hungaricae 51, 1998. 1-2. 185-218.
- Katolikus misszionáriusok mint török foglyok a 17. századi hódolt Magyarországon. Keletkutatás, 1996-2002. 161-184.
- Ahogy Róma látott minket. Magyarország és Erdély a Propaganda jelentéseiben a 17. században. Századok 136, 2002. 3. sz. 547-581.
- Alfabetizáció a XVII-XVIII. századi Magyarországon. Acta Papensia 2, 2002. 1-2. 31-37.

#### Népszerűsítő könyvek
- Szent Lajos utódai. Kossuth, Budapest, 1995
- Három ország-egy haza. Adams, Budapest, 1992

## Nekrológok
- Elhunyt Tóth István György történész
- Tóth István György nekrológ Archiválva 2020. július 16-i dátummal a Wayback Machine-ben
- Tóth István György iratai kutathatóvá váltak az OSA Archivumban
- TIGY Emlékkönyv – Friars, Nobles and Burghers – Sermons, Images and Prints Studies of Culture and Society in Early-Modern Europe In Memoriam István György Tóth. Edited by Jaroslav Miller, Palacky University, Olomouc, Czech Republic László Kontler, CEU Press, 2010